# Cipolla di Cannara
La cipolla rappresenta, insieme alla Vernaccia di Cannara, uno dei prodotti tipici locali più importanti tanto che dal 1981 è oggetto di una nota festa paesana che si svolge ogni anno a Cannara le prime due settimane di settembre: la festa della cipolla
La coltivazione della cipolla a Cannara ha origini molto antiche e si è sviluppata per la particolare conformazione del terreno prevalentemente sabbioso-limoso di origine lacustre e l'abbondante presenza di acqua nel sottosuolo.
I produttori, detti localmente cipollari, sono per lo più a conduzione familiare e tramandano le tecniche di coltura oralmente di padre in figlio, in alcuni casi da oltre 4 generazioni. 
Nel 2003, sotto il patrocinio del comune, è stato istituito il «Consorzio Cipolla di Cannara», che raggruppa la maggior parte dei coltivatori e produttori di cipolla locali. La funzione principale del sodalizio, oltre alla valorizzazione e salvaguardia del bulbo, è quella di organizzare e assistere gli associati lungo tutta la filiera, dalla produzione alla raccolta, dalla conservazione alla commercializzazione per garantirne la qualità e la genuinità finale.
La cipolla di Cannara è riconosciuta come prodotto agroalimentare tradizionale (P.A.T.) dal Ministero delle politiche Agricole, Alimentari e Forestali italiano.
Inoltre la cipolla di Cannara è stata riconosciuta dall'Associazione Slow Food come Presidio fino al 2007 e come Arca del gusto fino al 2008.

## Storia
Nello statuto comunale cannarese del XVI secolo leggiamo " (...) l'orto si intende quello in cui si coltivano ortaggi di ogni genere esclusi agli, cipolle [e] anice". Queste brevi righe ci suggeriscono che già nel Cinquecento le cipolle avevano assunto a Cannara uno status del tutto particolare rispetto agli altri ortaggi dal momento che, essendo escluse dalla produzione ortiva, erano probabilmente coltivate su specifiche e più grandi porzioni di suolo.

Cipollicoltori di Cannara ad Assisi durante il tradizionale mercato in occasione della festa di San Francesco, 1908

I primi riferimenti storici certi sulla coltivazione delle cipolle a Cannara si trovano in “Notizie di cinque comuni dell'Umbria raccolte ed offerte da Giuseppe Bianconi” del 1863 dove si legge che l'agricoltura locale produceva vino, canapa, grano e cipolle, sovrabbondante rispetto al consumo della popolazione. Nella “Statistica medico-sociale di Cannara” di Enrico Galletti, del 1879, la coltura della cipolla a Cannara viene definita “quasi eccezionale, in confronto ad altri comuni circonvicini”.
Qualche anno più tardi, nel 1882, Giulio Baldaccini ne parlerà come di una “coltivazione speciale”, poiché si richiede l'uso della vanga, un'attenta concimazione, il trapianto dal semenzaio alla dimora e terreni adatti all'irrigazione 
È evidente quindi come la coltivazione delle cipolle non abbia mai smesso di improntare la campagna cannarese, diventando non solo un fattore di identificazione culturale ma anche una vantaggiosa attività per gli addetti al settore. Così il Mancini nel suo “L'Umbria economica ed industriale” del 1910 rileva che “Nei territori del Comune di Cannara si fa una coltivazione molto profittevole di cipolle per esportazione, come pure nel territorio limitrofo di Assisi si pratica tale coltura, utilizzando opportunamente le acque sorgenti dai terreni superiori (…)”.
Nel 1929 l'Istituto centrale di statistica del regno d'Italia calcola che le coltivazioni umbre di cipolla -ma in questi dati sono compresi anche gli agli- occupano una superficie totale di 30,9 ettari e che la produzione media nella provincia di Perugia è pari a 291,8 quintali per ettaro. Da sole le produzioni cannarese coprono il 32,4% delle superfici che nell'intera regione vengono destinate alle cipolle, e danno luogo ad una produzione media per ettaro di 307 quintali di gran lunga superiore alla media provinciale.
Nel 1986 si raggiunge l'apice con il 67,9% delle cipolle umbre prodotte a Cannara.
In passato si hanno notizie anche di come la cipolla di Cannara serviva nel territorio limitrofo a tingere le stoffe con tonalità giallo/arancio sfruttando la tunica più esterna del bulbo bollita in acqua e abbinata al sale o al bicarbonato di sodio come fissante.

## La coltivazione

### Semina
Si effettua a febbraio in luna calante, dopo aver concimato e preparato il terreno la cui aratura è stata effettuata in agosto. Tipicamente la semina della cipolla è effettuata su terreni che hanno ospitato l'anno prima coltivazioni di graminacee come cereali e frumento. 
Il seme viene distribuito a file con delle seminatrici di precisione che permettono di distanziare il piccolissimo semente della cipolla (meno di 1 mm di diametro se non confettato). Un chilo di seme copre circa 1000 metri quadrati di superficie.
Quando le pianticelle raggiungono un'altezza di 5-10 cm, si procede alla sarchiatura e all'estirpazione delle erbe infestanti; il lavoro avviene a mano con una piccola zappa, e va ripetuto almeno tre volte.
Al presentarsi della bella stagione, in mancanza di piogge, occorre procedere a irrigazioni sempre più frequenti e con l'avvicendarsi dell'estate anche tutti i giorni, preferibilmente la sera.
Secondo una tradizione contadina locale è possibile constatare la buona irrigazione del campo piantando il dito indice della mano nel terreno, se questo viene estratto sporco di terra bagnata significa che la quantità d'acqua penetrata è sufficiente. La lunghezza del dito è infatti pari circa alla profondità alla quale si trovano le radici del bulbo quando ancora non è giunto a piena maturazione.
Prima dell'avvento delle seminatrici la seminagione avveniva a spaglio in un ristretto lotto di terra chiamato semenzaio in modo da agevolarne l'irrigazione che avveniva manualmente con il cosiddetto palone ovvero una sorta di ampio badile dai bordi rialzati con il quale si prelevava l'acqua dai fossi e si distribuiva a mano sulle piante. Quando la pianta raggiungeva un'altezza di circa 20-25 cm si procedeva al trapianto su un appezzamento di terra più ampio dove si completava la coltivazione. La distanza delle piantine è infatti fondamentale per determinare la grandezza finale del bulbo.

### Raccolto
Si dà inizio al raccolto le ultime due settimane di luglio e si prosegue fino ad agosto inoltrato. La fase di raccolta è ancora oggi svolta prevalentemente a mano per garantire il massimo rispetto del bulbo e per non compromettere il distacco del fusto dal tubero.
Direttamente sul campo si formano tanti mazzi da 6-7kg l'uno (circa 60-70 cipolle), li si lega con spago o giunco, quindi si posano tutti ravvicinati sulle stoppie o su terreno asciutto, evitando l'esposizione del bulbo ai raggi diretti del sole: basterà aver cura di sistemare i mazzi in modo che il sole colpisca le sole foglie. Questa fase, che tipicamente dura quindici-venti giorni, è importante per completare la maturazione del bulbo e per eliminare l'acqua dallo stelo che altrimenti continua a nutrire la pianta che tende naturalmente a germogliare.

### Stoccaggio
Una volta essiccate le foglie, i mazzi vengono rilegati e appesi a cavallo di lunghe verghe di legno disposte su livelli sovrapposti, tipicamente in luoghi bui, asciutti e ventilati. Secondo tradizione erano impiegate allo scopo soffitte e sottotetti. Anche un buon stoccaggio tende a rallenta la naturale germogliazione del bulbo e preserva le qualità organolettiche del tubero.

### Preparazione
L'imballaggio in sacchetti, cassette di plastica o di legno rappresenta il metodo di vendita e di distribuzione più semplice e quello maggiormente impiegato anche dalla grande distribuzione. In questo caso le cipolle sono private delle radici o baffi, dello stelo e ripulite asportando i veli più esterni della tunica.
Un metodo più complesso e per certi versi più elegante, nato dall'esigenza di prolungare la conservazione in ambito domestico, è l'assembramento in trecce. Sfruttando il fusto essiccato del bulbo le cipolle vengono intrecciate in caratteristici e variegati grappoli giocando anche sulle varie tonalità di colore della tunica più esterna. Per formare i tre filoni della treccia, oltre al fusto essiccato, viene impiegata la scarza o scarzone termini che si riferiscono a due specie di piante acquatiche spontanee presenti nei fossi o fiumiciattoli locali, ovvero lo Sparganium erectum limneum, meglio noto come coltellaccio per la forma acuminata delle sue foglie e la Typha latifolia, chiamata anche mazzasorda o spiga marrone. La scarza viene raccolta dai cipollari nei mesi di aprile-maggio e messa ad essiccare al sole. Prima dell'impiego durante la fase dell'intrecciatura è necessario bagnarla in modo da renderla più malleabile e meglio prestarsi all'operazione, ciò permette anche al cipollaro di mantenere il prodotto fresco fino alla vendita.

## Varietà
In realtà, la denominazione di questo prodotto non deriva da quella di una varietà locale di cipolla, che probabilmente non è mai esistita, ma dalla localizzazione geografica (ambiente, terreno e clima), dalla pratica agronomica e dalle particolari proprietà organolettiche che conferiscono alla cipolla di Cannara una sua tipicità e una sua straordinarietà. 
Tecnicamente, quindi, sarebbe più corretto parlare di cipolle coltivate a Cannara, perché sono almeno tre le varietà prevalentemente lavorate:
- Rossa
- Dorata

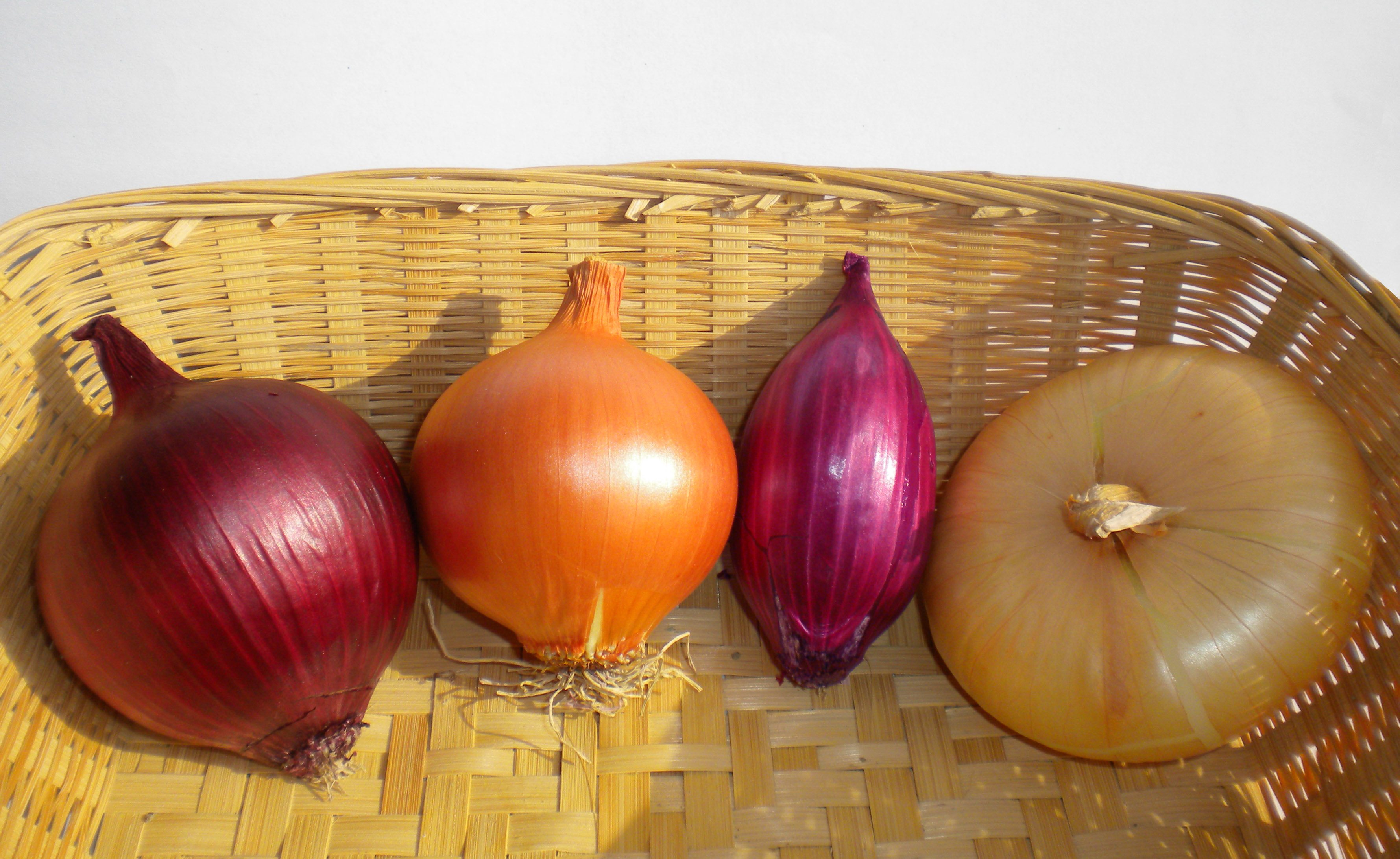
Cipolle coltivate a Cannara

- Borettana o piatta (dal bulbo appiattito e di color giallo ambra)

Tuttavia il seme viene, ancora oggi, autoprodotto da alcuni cipollicoltori, così che, accanto alle cultivar sopra citate, è probabile la presenza di alcune varietà locali, la cui ricognizione risulta difficile sia a causa dell'assenza di fondi da destinare alla ricerca sia al progressivo allontanamento dei nuovi agricoltori dalle tecniche tradizionali di coltura, preferendo ai semi autoprodotti quelli selezionati e confezionati da ditte specializzate.

## Festa della cipolla di Cannara
Per questo piccolo paese in provincia di Perugia la festa della cipolla significa una delle manifestazioni più importanti dell'anno oltre che l'evento clou del settembre cannarese, che alterna per tutto il mese esposizioni d'arte e fotografiche, momenti di teatro, musica, folclore, alle tradizionali celebrazioni liturgiche in onore del patrono di Cannara San Matteo (21 settembre). La Festa della cipolla nasce con lo scopo di valorizzare questo importante prodotto locale che viene cucinato in molteplici varietà, ed offerto alla degustazione del pubblico in sei stand gastronomici, allestiti nelle piazze cittadine del centro storico di Cannara.
Per l'occasione le cipolle, assieme ad altri prodotti tipici, sono anche vendute nelle caratteristiche trecce dai numerosi mercanti ambulanti dislocati per le vie del paese.
La prima edizione della festa risale al 1981 per iniziativa di alcuni volontari che improvvisarono piccole taverne rionali lungo la sede stradale o nei piccoli slarghi del centro storico di Cannara. Le cucine erano per lo più quelle domestiche, prese in prestito dalle abitazioni dei residenti e in caso di pioggia venivano aperti agli ospiti garage, cantine, fondi, a volte ingombri di materiali vari e inadeguati ad accogliere il crescente numero di visitatori. Nacque così l'esigenza di organizzare in modo più funzionale la festa attraverso stands appositamente predisposti.
Il primo fu quello della Pro-Loco di Cannara che allestì nel 1982 lo stand del "Giardino Fiorito" nel cortile dell'ex convento delle Clarisse, delimitato dalle vecchie mura perimetrali di Cannara.

## Impiego in cucina
Le caratteristiche delle varietà di cipolle coltivate a Cannara sono diverse ma le unisce un'innata dolcezza, morbidezza e digeribilità. La Borettana o piatta è perfetta per essere fatta al forno, mentre le altre sono ideali per ogni tipo di soffritto o cottura in abbinamento ad altri cibi. In particolare la dorata è ideale per i sughi, la pizza e le zuppe mentre la rossa si può consumare anche cruda in insalate o crostoni oppure si può impiegare per marmellate e composte.
Le insalate di cipolla sono particolarmente adatte per accompagnare le carni dal gusto forte e un po' selvatico come l'agnello o il cinghiale. Le composte, invece, si adattano bene con i formaggi ed il fegato. Tipico esempio è il Foie gras, piatto francese a base di fegato di anatra o di oca.